# Opactwo Matki Bożej w Triors
Opactwo Matki Bożej w Triors – męski klasztor benedyktyński w Triors, we Francji, ufundowany w 1984 roku. Słynie przede wszystkim ze śpiewu chorału gregoriańskiego. Należy do Kongregacji Solesmeńskiej.

## Historia
Klasztor został założony w 1984 roku, kiedy przybyli do niego pierwsi mnisi z opactwa Matki Bożej w Fontgombault. Osiedlili się oni na terenie starego zamku. Bardzo szybko rozpoczęto przebudowę zastanego kompleksu, kościoła, który poświęcono w 1996 roku oraz trwającą do dziś budowę nowych skrzydeł.
W 1981 roku klasztor usamodzielnił się i nadano mu rangę opactwa oraz mianowano Dom Hervé’a Courau na pierwszego opata.
Opactwo słynie ze śpiewu chorału gregoriańskiego i celebracji liturgii rzymskiej w jej nadzwyczajnej formie. Klasztor przyjął księgi liturgiczne zreformowane po Soborze Watykańskim II, jednak po wydaniu motu proprio Ecclesia Dei w 1989, znów zaczęło sprawować liturgię przedsoborową.

W kościele znajduje się w całości droga krzyżowa, której autorem jest francuski malarz postimpresjonistyczny Maurice Denis, należący do grupy nabistów. W refektarzu klasztoru znajdują się freski wykonane w 2009 roku przez polskiego artystę Piotra Pawła Drozdowicza.

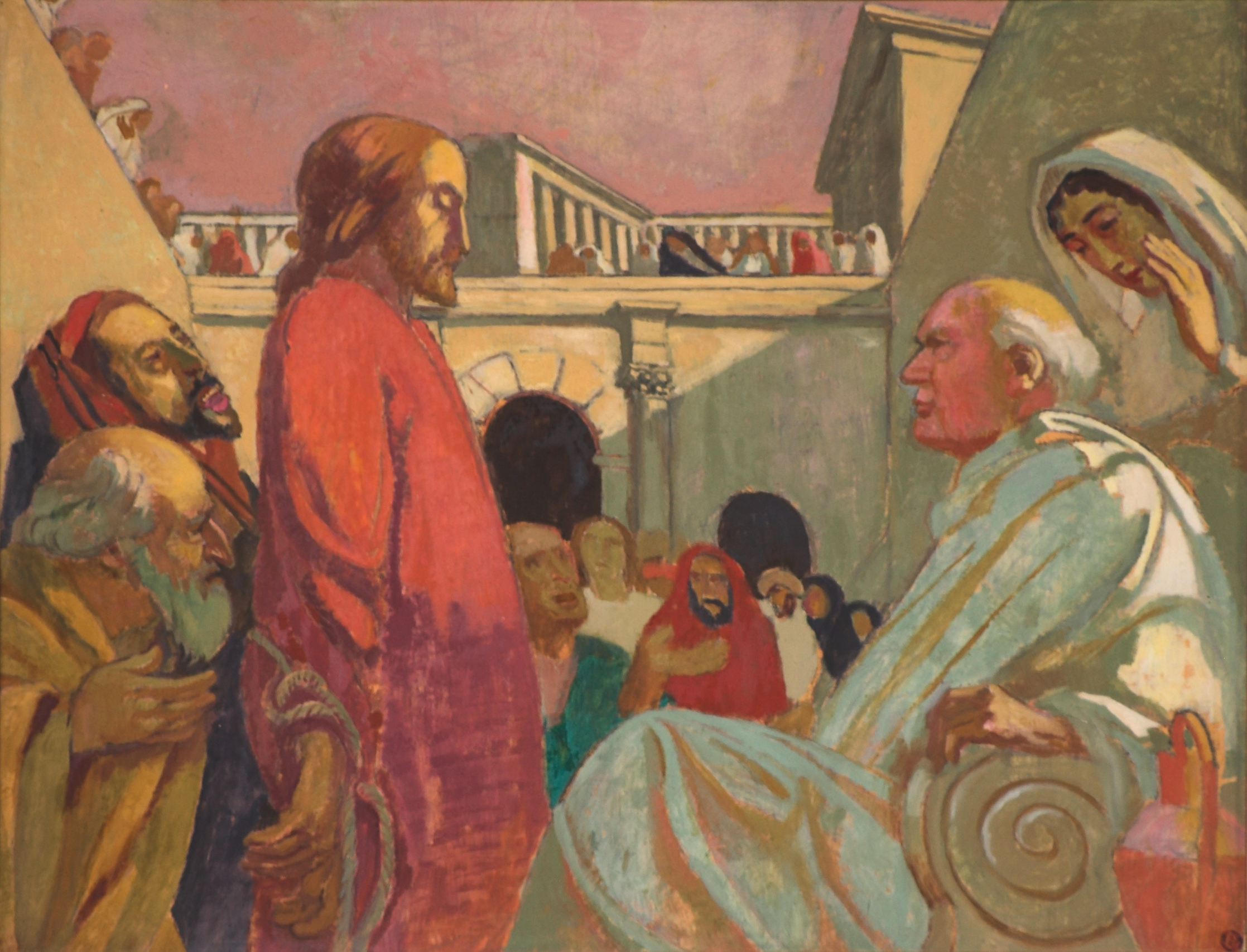
Jezus przed Piłatem. Maurice Denis, 1943
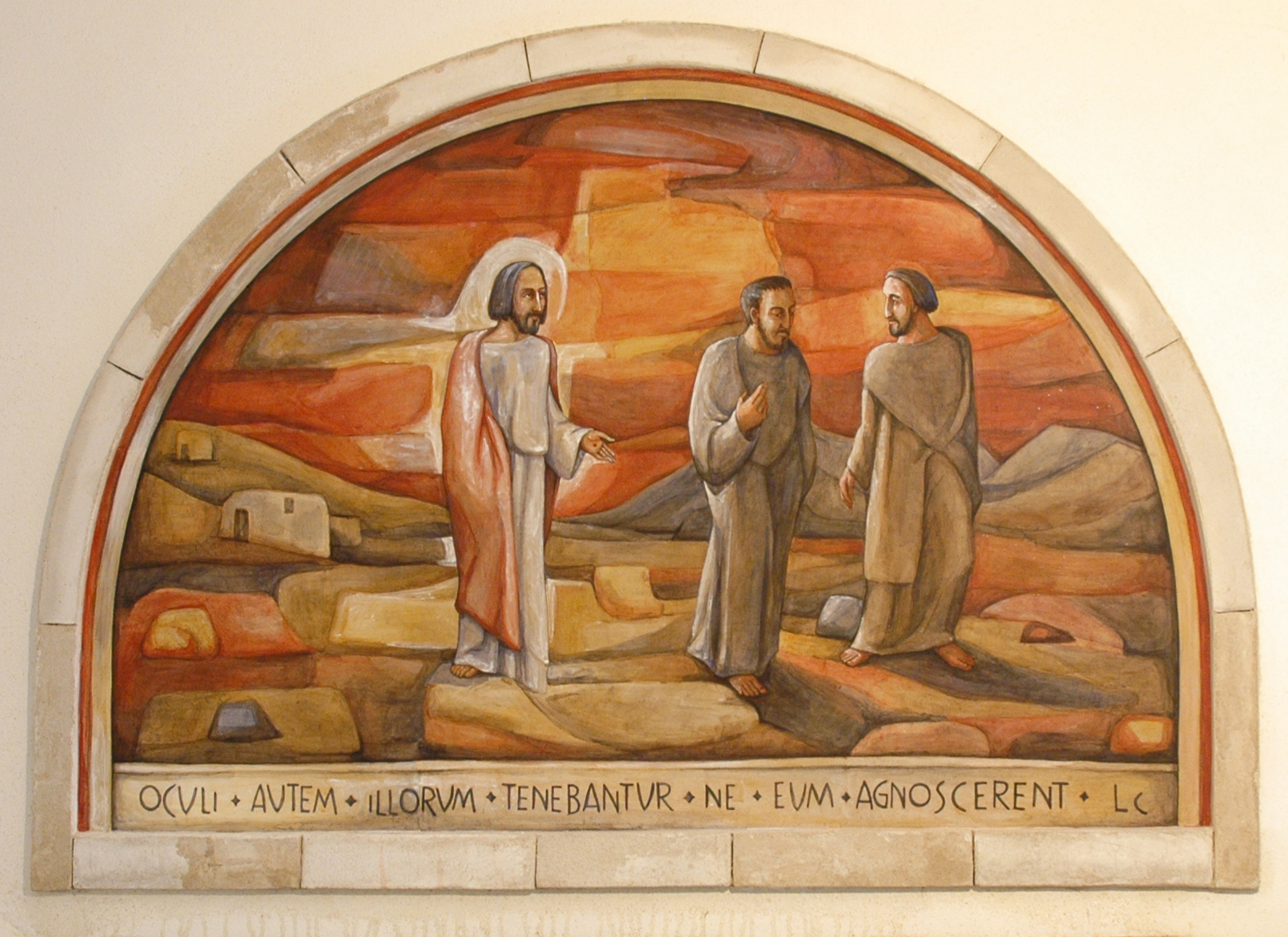
W drodze do Emaus. Piotr P. Drozdowicz, 2009, technika al fresco
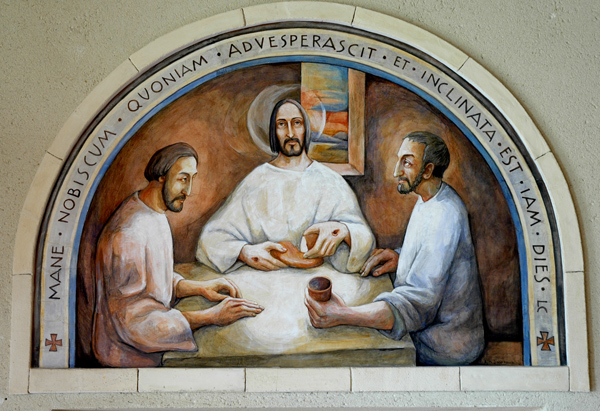
Emaus. Piotr P. Drozdowicz, 2009, technika al fresco

## Opaci klasztoru
- Dom Hervé Courau (od 1994)